# Округ Сент Џон Баптист (Луизијана)
Сент Џон Баптист (енгл. St. John the Baptist Parish) је округ у америчкој савезној држави Луизијана.

## Демографија
По попису из 2010. године број становника је 45.924, што је 2.88 (6,7%) становника више него 2000. године.
| Група             | 2000.          | 2010.          |
| Белци             | 21.946 (51,0%) | 18.374 (40,0%) |
| Афроамериканци    | 19.268 (44,8%) | 24.576 (53,5%) |
| Азијати           | 229 (0,5%)     | 322 (0,7%)     |
| Хиспаноамериканци | 1.230 (2,9%)   | 2.175 (4,7%)   |
| Укупно            | 43.044         | 45.924         |